# Taygetis chiquitana
Espèce
Taygetis chiquitana est une espèce de papillons de la famille des Nymphalidae, de la sous-famille des Satyrinae et du genre Taygetis.

## Dénomination
Taygetis chiquitana a été décrit par Walter Forster en 1964.

## Écologie et distribution
Taygetis  chiquitana est présent en Bolivie.

### Protection
Pas de statut de protection particulier